# Sibon noalamina
Sibon noalamina é uma espécie de serpente da família Colubridae endêmica do Panamá. O epíteto específico é uma contração da exclamação “no a la mina!”.